# كين بيشوب
كين بيشوب (بالإنجليزية: Ken Bishop)‏ هو لاعب كرة قدم أمريكية أمريكي، ولد في 8 سبتمبر 1990 في فورت لودرديل في الولايات المتحدة.

## وصلات خارجية
- كين بيشوب على موقع مرجع كرة القدم المحترفة.كوم (الإنجليزية)